# Geschichte der Juden auf Norderney

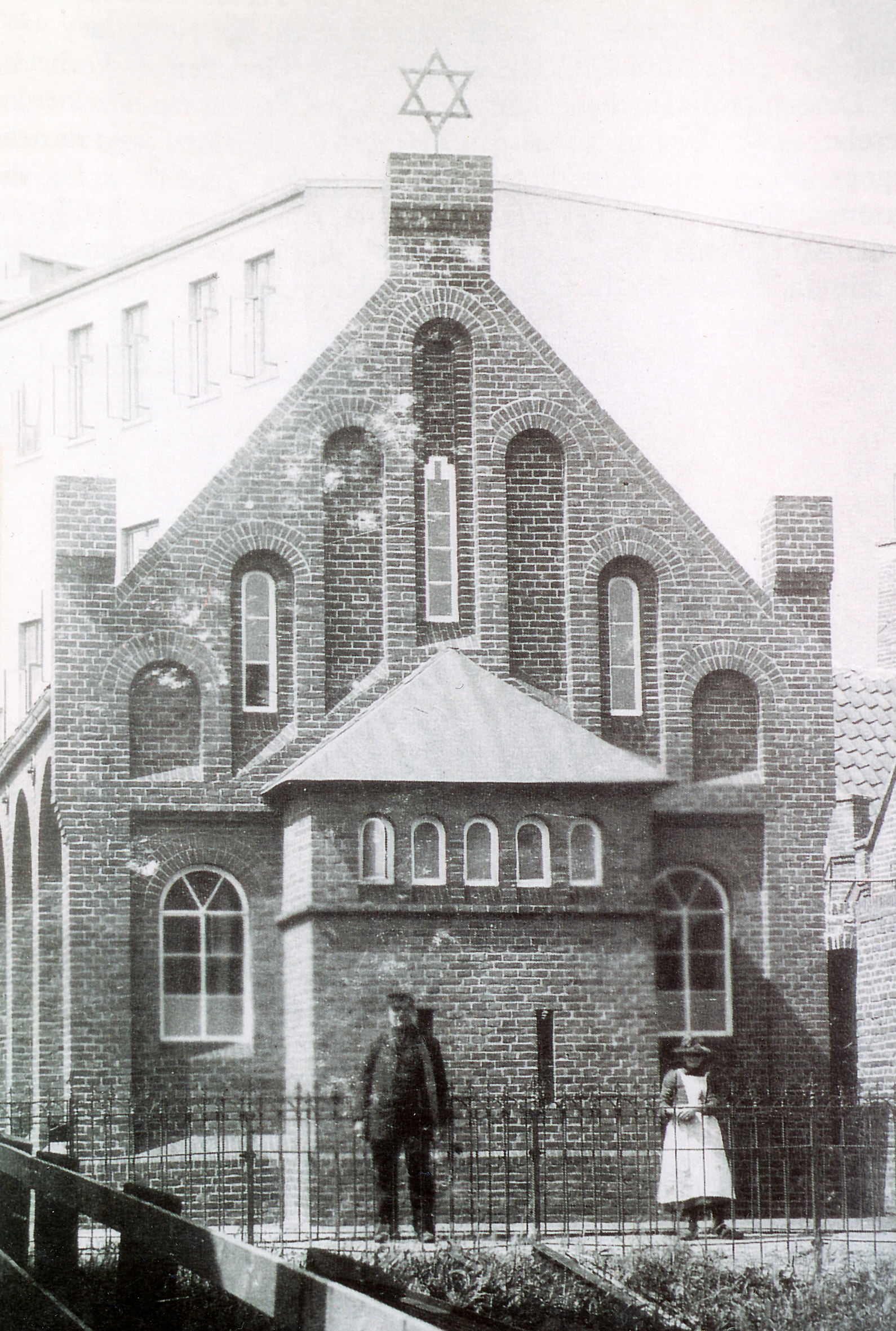
Synagoge (Norderney) 1904

Die Geschichte der Juden auf Norderney ist für einen Zeitraum von etwa 120 Jahren erforscht. Sie beginnt mit der Aufzeichnung über jüdische Urlauber im Seebad von Norderney ab etwa 1820 und endet mit der Auflösung der Filialgemeinde während des Nationalsozialismus um 1941. Während sich gegen Ende des 19. Jahrhunderts der Bäder-Antisemitismus an der Nordseeküste festsetzte, besaß allein Norderney einen eher liberalen Ruf. Jüdische Badegäste bevorzugten darum diese ostfriesische Insel, so dass Norderney bis 1933 als sogenanntes Judenbad über die Grenzen Deutschlands hinaus bekannt war.

## Geschichte der Juden auf Norderney

### 18. Jahrhundert bis 1919

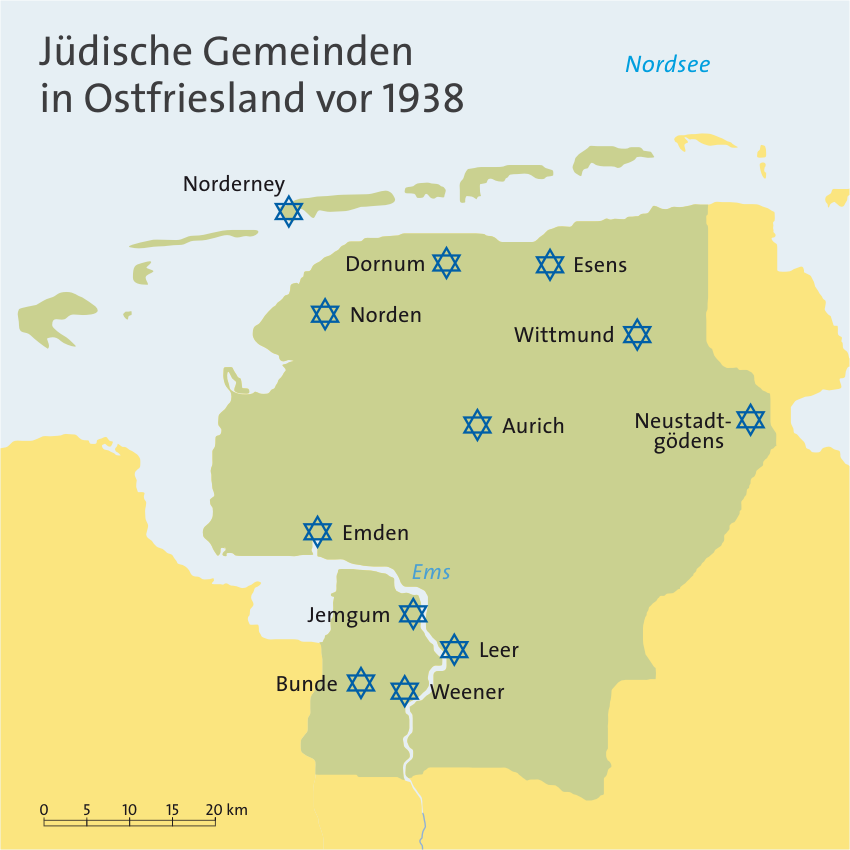
Jüdische Gemeinden in Ostfriesland vor 1938

Norderney wurde 1797 das erste deutsche Nordseeheilbad. Seit 1820 sind auf der Insel auch jüdische Badegäste nachzuweisen. Norderney hatte allerdings keine eigene Synagogengemeinde: Die hier lebenden Juden waren Mitglieder der Synagogengemeinde in Norden. Schon vor dem Ersten Weltkrieg galt Norderney als reiches Judenbad, während von Borkum und anderen Inseln ein Antisemitismus ausging, der sich um 1900 unter anderem im Borkumlied manifestierte. Dort heißt es:

„Borkum, der Nordsee schönste Zier,
bleib du von Juden rein,
laß Rosenthal und Levinsohn
in Norderney allein.“

In dieselbe Kerbe schlägt das Wangerooger Judenlied. Dieses endet mit dem Refrain:

„Und tausendstimmig schallet unser Schrei:
 Der Jud' muss 'raus, er muss nach Norderney“

Die „anderen“ Nordseebäder wurden erst später zu solchen erklärt und versuchten deshalb, sich durch ihren Antisemitismus (zunächst sozusagen als Alleinstellungsmerkmal, das dann später immer deutlicher werden musste, da die anderen Inseln nachzogen) von Norderney abzuheben.
Durch den liberalen Ruf von Norderney wurde die Insel so immer mehr zu einem beliebten Badeort für jüdische Urlauber, unter ihnen prominente Gäste wie Heinrich Heine, Franz Kafka, Felix Nussbaum und Sergei Michailowitsch Eisenstein. Antisemitische Äußerungen waren hier selten. Wegen der vielen jüdischen Badegäste ließen sich, im Gegensatz zum übrigen Ostfriesland, mehr Juden auf der Insel nieder, um den Badegästen eine jüdische Infrastruktur zu bieten. So erhielt 1840 der Zuckerbäcker David Bentix die Erlaubnis, während der Saison eine koschere Garküche zu führen, wenig später gab es auch einen Schlachter, der in seinem Haus einen Raum als Betstube zur Verfügung stellte. Da Norderney ein landesweit bekanntes Seebad der gehobenen Klasse geworden war und in der Saison auch der Hochadel zu seinen Gästen zählte, zog es Badegäste aus wohlhabenden, gutbürgerlichen Kreisen an. In diesen Schichten waren jüdische Unternehmer stark vertreten, so dass auf Norderney viele „neureiche“ Badegäste weilten.

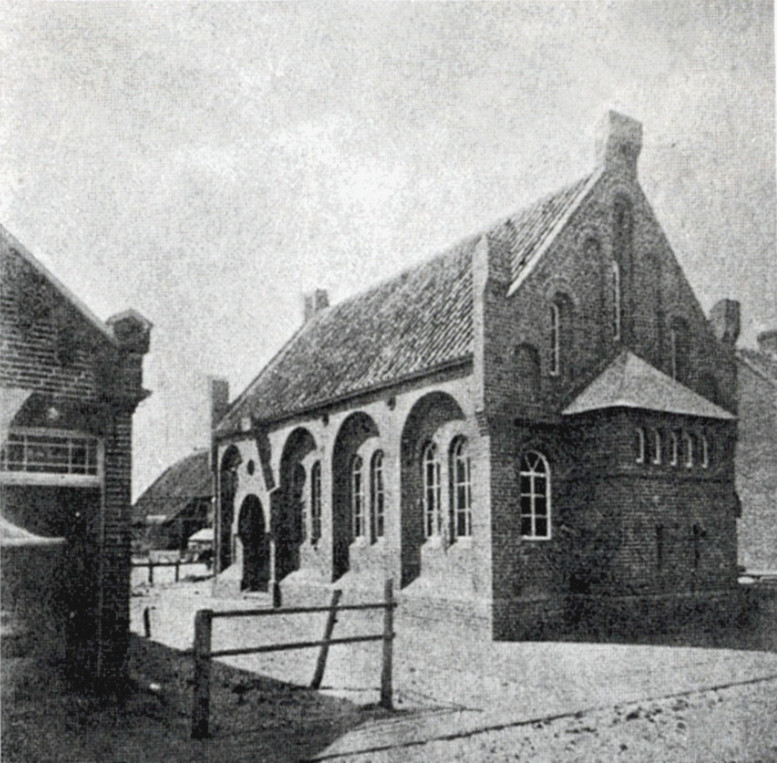
Die Norderneyer Synagoge um 1880

Ab 1877 gab es Bestrebungen, für die auf der Insel lebenden Juden und die zu Besuch weilenden Gäste eine Synagoge zu errichten. Das wurde von der zuständigen Finanzdirektion in Hannover jedoch abgelehnt, indem diese sich weigerte, ein Grundstück unentgeltlich zur Verfügung zu stellen. Um dennoch eine Synagoge auf der Insel errichten zu können, wurde ein Verein gegründet. In einem Brief des Amtshauptmanns in Norden an die Königliche Landdrostei in Aurich vom 17. Oktober 1877 heißt es dazu: „1877 gründete sich ein Comitee, welches die Erbauung eines jüdischen Tempels auf Norderney befördert und an dessen Spitze ein Kaufmann M. Bargebuhr aus Harburg sowie ein Dr. phil. Rosin in Breslau steht, mittels Kauf in den Besitz eines privaten Grundstücks gelangt sei, auf welchem der Bau zur Ausführung gelangen soll“. Die letzte Hürde für die Genehmigung wurde mit der Erklärung genommen, dass mit dem Synagogenbau nicht zugleich eine eigenständige Synagogengemeinde geplant und der Unterhalt der Synagoge durch den Verein gesichert sei. 1878 wurde die Synagoge dann schließlich erbaut, gestützt auf einen Sondererlass des Kaisers Wilhelm I. Der Entwurf des Gebäudes stammte von dem renommierten Hannoveraner Architekten Edwin Oppler. Geöffnet war die neue Synagoge nur in den Sommermonaten, im Winter wurde weiterhin das private Bethaus genutzt. Bis 1933 diente diese Synagoge den jüdischen Badegästen als Gebetsraum.
Wie sehr die jüdischen Badegäste im Straßenbild der Insel gegenwärtig waren, verdeutlicht sich in einem judenfeindlichen Brief Theodor Fontanes, den er 1881 von der „Judeninsel“ Norderney nach Hause sandte: „Fatal waren die Juden; ihre frechen, unschönen Gaunergesichter (denn in Gaunerei liegt ihre ganze Größe) drängen sich einem überall auf. Wer in Rawicz oder Meseritz ein Jahr lang Menschen betrogen oder wenn nicht betrogen, eklige Geschäfte besorgt hat, hat keinen Anspruch darauf, sich in Norderney unter Prinzessinnen und Comtessen mit herumzuzieren.“
Für Norderney waren die jüdischen Badegäste von großer Bedeutung. 1896 findet sich eine Nachricht in Im deutschen Reich, der Zeitung des Central-Vereins deutscher Staatsbürger jüdischen Glaubens: „Dem weiteren Aufschwung unseres herrlichen Nordseebades wird es höchst förderlich sein, daß sich neuerdings auch das Nordseebad Amrum als ein ‚deutschnationales‘ in antisemitischen Blättern feiern lässt“. 1901 schreibt C. W. Posen in der gleichen Zeitung: „Gehen Sie ruhig wieder nach Norderney, welches im Verhältnis zu anderen Nordseebädern durchaus nicht theuer ist, wenn man den dafür gehobenen Comfort in Abschlag nimmt. Die angeblich billigeren ‚judenreinen‘ Nordseebäder können den Vergleich damit nicht aushalten'“.

### Weimarer Republik
In der Weimarer Republik erreichte der Bäder-Antisemitismus seinen Höhepunkt. Juden waren auf den anderen ostfriesischen Inseln nicht mehr erwünscht, was zur Folge hatte, dass auf Norderney der Anteil jüdischer Badegäste in den zwanziger Jahren auf 50 Prozent stieg. Im Juli 1924 erwähnten allerdings mehrere jüdische Bürger der Insel Norderney gegenüber dem Central-Verein deutscher Staatsbürger jüdischen Glaubens, dass sich der Antisemitismus auch auf dieser Insel breitzumachen beginne. Sie baten jedoch darum, die Angelegenheit möglichst in kleinem Rahmen zu besprechen, um die Ressentiments nicht noch weiter zu schüren. Daraufhin erkundigte sich Alfred Wiener vom Central-Verein beim Führer des örtlichen Stahlhelm-Verbandes, wie der örtliche Verband zur Entscheidung des Bundesverbandes stehe, im Stahlhelm keine Juden aufzunehmen. Der Stahlhelm-Führer Schlichthorst beteuerte, dass er kein Antisemit sei, und drehte den Vorwurf gegen die Opfer: Es seien die Juden selbst, die durch unnötige Polemik den Frieden störten und den in Norderney bislang unbekannten Antisemitismus großzögen. Dennoch waren jüdische Badegäste bis 1933 auf der Insel willkommen, und das Zusammenleben von Juden und Nichtjuden galt als problemlos.

### 1933 bis 1941
Nach 1933 verschlechterte sich die Situation für Juden auch auf der Insel. Als neuer Bürgermeister der Insel wurde Anfang Juli 1933 auf Weisung des Gauleiters Weser-Ems Carl Röver der Gerichtsreferendar Bruno Müller eingesetzt. Müller war 1905 als Sohn eines Eisenbahnbeamten in Straßburg geboren worden und hatte sein Abitur in Oldenburg absolviert, nachdem seine Familie das Elsass 1919 wegen ihrer deutschen Abstammung verlassen musste. Im Alter von 26 Jahren trat Bruno Müller 1931 der NSDAP bei. Nach dem Studium der Rechtswissenschaften und der Promotion zum Dr. jur. wurde er 1933/34 Bürgermeister auf der Nordseeinsel Norderney, „zur Beordnung der dortigen Verhältnisse“, wie er später in seinem Lebenslauf schrieb. Als Bürgermeister und kommissarischer Leiter der Badeverwaltung hatte er dafür die nötigen Mittel in der Hand.
Die Inselverwaltung nahm seiner Oberaufsicht folgend erhebliche Anstrengungen, die Insel vom Makel des Judenbades zu befreien. Die Zeitung des Central-Vereins deutscher Staatsbürger jüdischen Glaubens berichtete (z. B.) am 14. Dezember 1933, dass die Kurverwaltung auf der Nordseeinsel Norderney Briefverschlussmarken habe drucken lassen mit der Aufschrift: „Nordseebad Norderney ist judenfrei!“. Zugleich seien von der Kurverwaltung Schreiben an jüdische Zeitungen gesandt worden, in denen es u. a. hieß, „dass jüdische Kurgäste auf Norderney nicht erwünscht sind. Sollten Juden trotzdem versuchen, im kommenden Sommer in Norderney unterzukommen, so haben sie selbst die Verantwortung zu tragen. Bei vorkommenden Reibereien müsste die Badeverwaltung im Interesse des Bades und der anwesenden deutschen Kurgäste die anwesenden Juden sofort von der Insel verweisen.“
Im August 1933 berichtete die Norderneyer Badezeitung von einem jüdischen Kurgast, der von anderen Kurgästen wegen Rasseschändung denunziert wurde, weil er mit einem Christenmädel zwei durchgehende Zimmer teilte. Polizei und SA fielen daraufhin nachts über den Mann her und nahmen ihn zwei Jahre vor Verabschiedung der Nürnberger Rassengesetze in Schutzhaft. Die Norderneyer Bäderzeitung forderte Konzentrationslager sowie Todesstrafe für den Mann und schrieb weiter: „Dem nächsten Juden, der hier in gleicher Weise gefaßt würde, könnte es passieren, daß er hier am hellichten Tage einen unfreiwilligen Spaziergang machen müßte, geschmückt mit einem Plakat, auf welchem Name, Adresse und Tatbestand seiner Handlungsweise kurz jedermann mitgeteilt würde.“
Spätestens ab 1937 mussten die Juden mit zahlreichen weiteren Einschränkungen, Reglementierungen und Schikanen leben, bis um 1938/1939 ihre vollständige Verbannung aus Erholungsorten folgte.
Die Synagoge, in der seit 1933 kein Gottesdienst mehr stattfand, wurde am 11. Juli 1938 an einen Norderneyer Eisenwarenhändler für 3500 Reichsmark unter der Bedingung verkauft, alle Hinweise auf die Synagoge zu entfernen. Der Umbau zum Lagerraum fand erst nach den Novemberpogromen 1938 statt, und so verblieb zunächst noch der Davidstern am Giebel. Die Synagoge selbst blieb von den Aktionen in Zusammenhang mit den Novemberpogromen verschont, doch sollen SA-Männer versucht haben, den Davidstern aus dem Giebel zu entfernen, was aber nicht gelang.
Am 10. November 1938 trieb die SA die Juden der Insel zusammen und führte sie an einen umzäunten Ort vor dem heutigen Haus der Insel. Dort mussten sie den ganzen Tag stehend verbringen. Abends konnten sie nach Hause gehen: Im Unterschied zu den anderen Juden Ostfrieslands wurden sie nicht deportiert, da der örtlichen SA die Weisung dazu fehlte. Dennoch verließen die meisten Juden in den folgenden Monaten die Insel. Die letzten verbliebenen Juden waren zwei Frauen, die mit Nicht-Juden verheiratet waren. Auch sie verließen Norderney spätestens im April 1941.

### Nach 1945
Im April 1941 waren die jüdische Bürger praktisch eliminiert. Von den früheren jüdischen Einwohnern kehrte nach 1945 nur eine einzige Frau nach Norderney zurück, verzog zwischenzeitlich nach Augsburg, verbrachte allerdings ihre letzten Lebensjahre wieder auf Norderney.

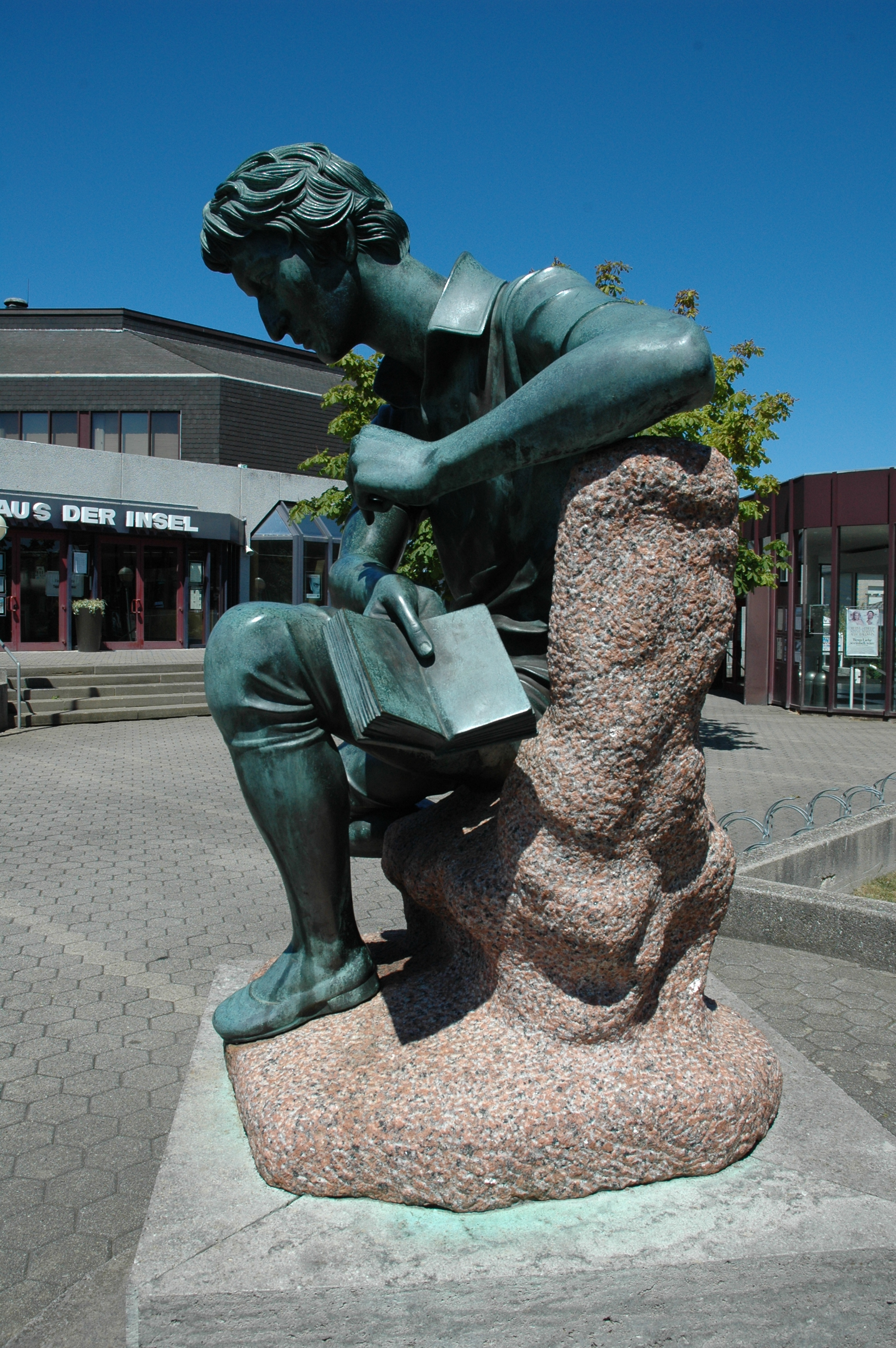
Die Heine-Plastik von Arno Breker. Sie steht auf dem Platz vor dem 1977 eingeweihten Haus der Insel und dem Kurtheater.

Die Stadt Norderney tat sich lange schwer mit der Erinnerung an die jüdische Vergangenheit. Für Kontroversen sorgte die Aufstellung des Denkmals zu Ehren von Heinrich Heine. Der Dichter hatte Norderney 1825 und in den beiden folgenden Jahren  besucht und seine Eindrücke literarisch verarbeitet. Seit 1983 erinnert daran eine Skulptur vor dem Kurtheater. Sie geht auf einen Entwurf des Bildhauers und Architekten Arno Breker aus dem Jahr 1930 zurück. Breker wohnte damals in Paris, reagierte aber regelmäßig auf deutsche Ausschreibungen. Mit seinem Heine-Entwurf gewann er 1932 den zweiten Preis in einem Wettbewerb der Stadt Düsseldorf, der Geburtsstadt Heines. Nach der Machtergreifung durch die Nationalsozialisten, die auf der Grundlage ihrer antisemitischen Ideologie Person und Werk Heines verunglimpften, war eine Aufstellung des Denkmals im öffentlichen Raum unmöglich. Breker siedelte sich Ende 1933 in Berlin an und stieg zum prominentesten Bildhauer des Dritten Reiches auf. Am 10. September 1937 beantragte er die Mitgliedschaft in der NSDAP.
1979 gründete sich in Düsseldorf eine Heinrich-Heine-Denkmal-Gesellschaft, die sich dafür einsetzte, Brekers Entwurf ausführen zu lassen. Ein Jahr darauf begann der Künstler ein achtzig Zentimeter hohes Modell anzufertigen, das einen hockenden Jüngling mit einem Buch in der Hand darstellte. Dieses Modell wurde in Paris im Verhältnis 1:2 auf 160 cm vergrößert und in Bronze gegossen. Der Kulturausschuss der Stadt Düsseldorf lehnte die Aufstellung der Plastik jedoch ebenso ab wie die Stadt Lüneburg, in der Heine mit seinen Eltern zeitweise gelebt hatte.
Die Gesellschaft entschloss sich daraufhin, das Denkmal im Einverständnis mit Breker der Stadt Norderney zu schenken. Obwohl der Stadtrat das Geschenk einstimmig annahm, bildete sich eine Bürgerinitiative Heine ja – Breker nein, die Kritik an der nationalsozialistischen Vergangenheit des Bildhauers übte. Unter heftigen Protesten der Bevölkerung und begleitet von einer kritischen Stellungnahme des PEN-Zentrums in London wurde die Plastik dennoch am 6. Dezember 1983 vor dem Kurtheater aufgestellt. Auf der nach Osten zeigenden Seite des Sockels ist der Text eingraviert:

„ICH LIEBE DAS MEER WIE MEINE SEELE“

Er nimmt Bezug auf Heines Zyklus Die Nordsee, der auf Norderney entstanden ist.
1988 wurde zum 50. Jahrestag der Pogromnacht am Haus der Insel eine Gedenktafel angebracht, auf welcher mit den Worten

„Zum Gedenken
an die jüdischen Mitbürger
der Stadt Norderney
 die durch nationalsozialistischen Terror eines gewaltsamen
Todes sterben mußten oder vertrieben wurden
Den Lebenden zur Mahnung
9. 11. 1988
Der Rat der Stadt Norderney“

an die jüdischen Einwohner Norderneys erinnert wird.
Das Gebäude der ehemaligen Synagoge wurde nach 1945 als Diskothek, argentinisches Steakhaus und später als italienisches Restaurant genutzt. Heute befindet sich in ihm ein Restaurant für regionale Spezialitäten. Einzig die seitliche Mauer auf der Nordseite des Gebäudes ist im ursprünglichen Zustand geblieben, ansonsten ist das Gebäude baulich stark verändert worden. Erst 1996 wurde auf Anregung der Evangelischen Jugend von Norderney an der Fassade des Gebäudes eine Gedenktafel angebracht. Diese trägt die Inschrift:

„Ehemalige Synagoge (1878–1933)
Dieses Gebäude wurde als Bethaus für jüdische
Bürger und Gäste errichtet. Im Juli 1938
verkauft entging es der Zerstörung in der Pogromnacht
vom 09. November des Jahres

Zur Erinnerung und zum Gedenken.“

Inzwischen konzipierte das Stadtarchiv Norderney auch eine Ausstellung zum Thema Juden auf Norderney, mit der erstmals jüdisches Leben, der Beitrag von Juden an der Entwicklung des Nordseebades sowie die Maßnahmen der Ausgrenzung und Vernichtung des Judentums auf Norderney einer größeren Öffentlichkeit präsentiert werden.

## Gemeindeentwicklung
Norderney war keine eigene Synagogengemeinde, die hier lebenden Juden waren Teil der Synagogengemeinde in Norden. Auch wenn aufgrund seiner Bedeutung als Judenbad sich immer mehr Juden auf Norderney ansiedelten und ihr Bevölkerungsanteil im Unterschied zum übrigen Ostfriesland bis 1925 anstieg, änderte sich nichts an diesem Status bis zum Ende des jüdischen Lebens auf Norderney.

## Gedenkstätten

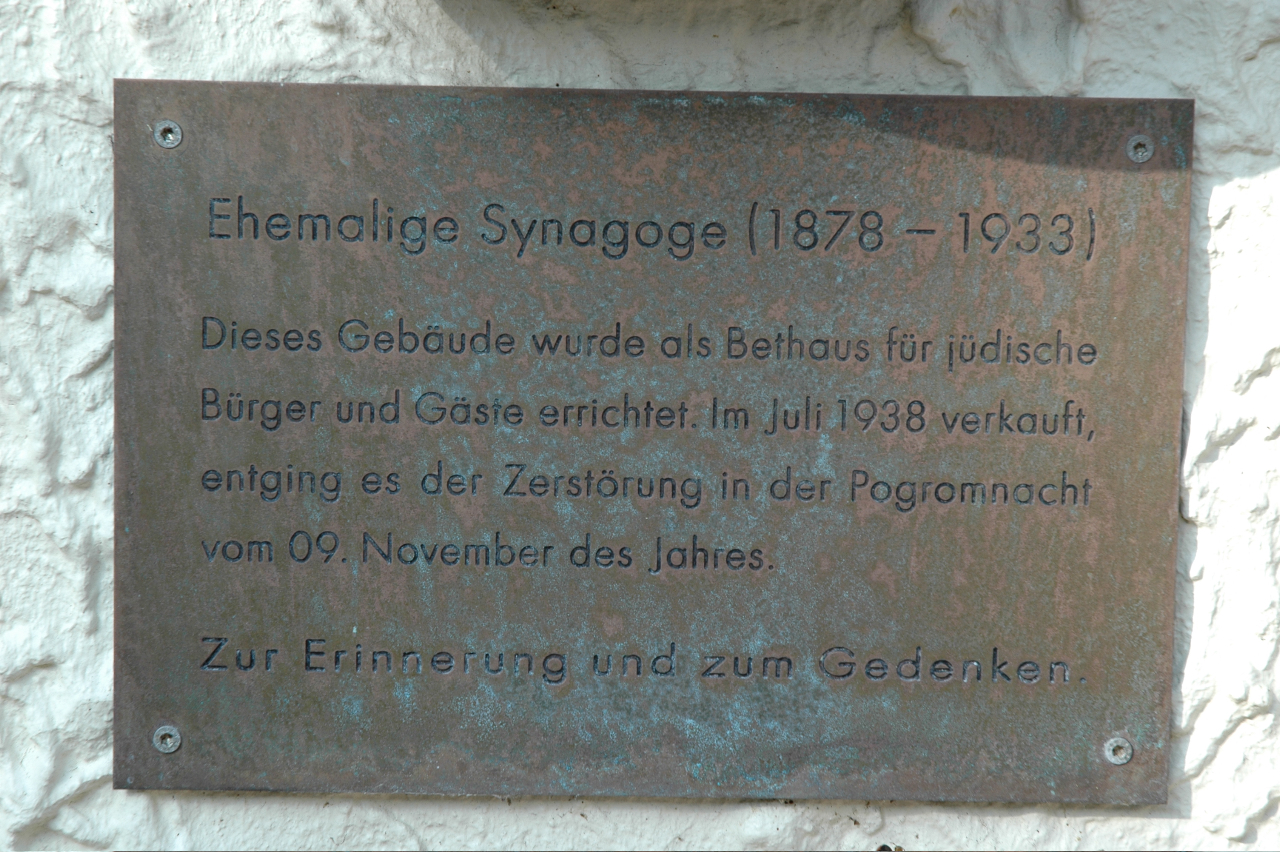
Gedenkstätte: Plakette zum Gedenken an den Standort der Synagoge, Schmiedestraße 6

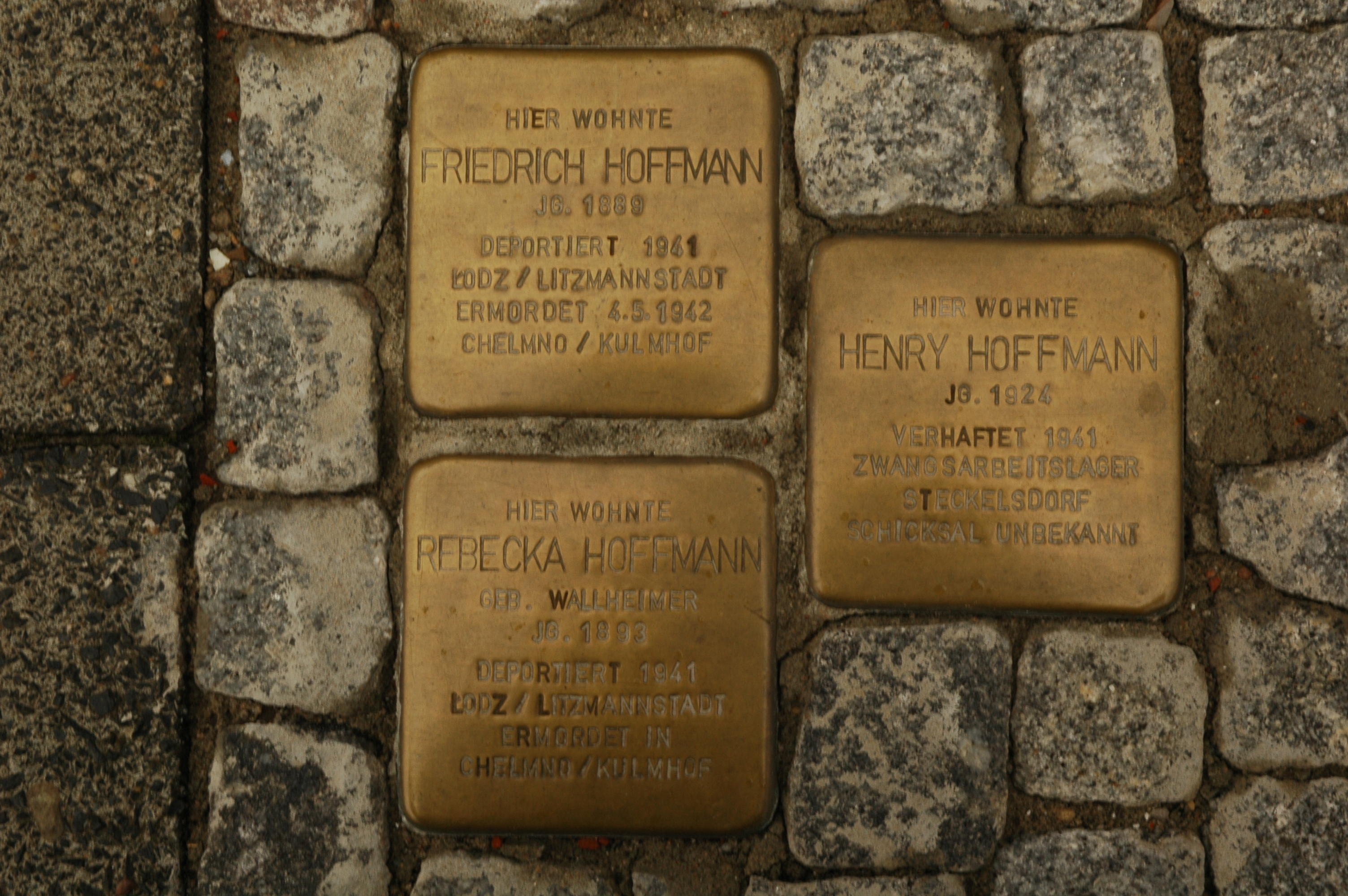
Gedenkstätte: Stolperstein, Bismarckstraße 4

Am Gebäude der ehemaligen Synagoge in der Schmiedestraße 6 wurde eine Gedenktafel montiert (siehe Bild). Eine weitere Gedenktafel ist seit November 1988 im Haus der Insel angebracht. Ihre Inschrift lautet: „Zum Gedenken an die jüdischen Mitbürger der Stadt Norderney, die durch nationalsozialistischen Terror eines gewaltsamen Todes sterben mussten oder vertrieben wurden. Den Lebenden zur Mahnung“.
Am 22. Februar 2013 wurden durch Gunter Demnig acht Stolpersteine an vier Standorten (Bismarckstraße 4, Bismarckstraße 8, Strandstraße 10, Karlstraße 6) in der Stadt verlegt.